# 皮埃尔·普吕姆
皮埃尔·普吕姆（法語：Pierre Prüm，1886年7月9日—1950年2月1日），卢森堡政治人物，法学者。他于1925年3月20日至1926年7月16日担任卢森堡首相（政府主席），为卢森堡第14任首相。

## 早年生活
皮埃尔·普吕姆出生在盧森堡大公國極北端的特鲁瓦维耶日。他的父親埃米爾·普呂姆是一個狂熱的羅馬天主教徒和一位知名保守派政治人物，而他的價值觀也深刻影響了皮耶。皮耶和他的兄弟艾曼紐（Emmanuel）被送到魯汶天主教大學就讀，期間皮耶加入了一個名為K.A.V. Lovania Leuven的兄弟會。
當皮耶的兄弟艾曼紐成為一位牧師時，皮耶成為了一位律師。皮耶如他的父親一樣加入政壇以獲得政治職位，代表克萊沃縣在眾議院的席次。皮耶身為一位保守主義者，他在1914年加入了剛創立的右翼之黨，然而在1918年時，他就離開右翼之黨，自己創立了獨立國家黨。

## 擔任首相

### 組成政府
在1925年時，眾議院否決埃米爾·羅伊特政府和比利時的鐵路協議，導致前者的辭職。因為在羅伊特政府辭職後沒有任何黨派擁有可組成政府的多數席次，新的眾議院大選在1925年3月1日進行。這次選舉中有多個政黨進入眾議院，原本執政的右翼之黨失去眾議院絕對多數，在此次選舉中只獲得所有席次47席中的22席。因為右翼之黨不願意與任何反對和比利時達成鐵路協議的政黨合作。因此普呂姆的獨立國家黨被邀請組閣。獨立國家黨在證明自己和其他合作黨派，如激進社會主義者（親自由主義）、社會主義黨和異議保守眾議員擁有組閣多數時，普呂姆和他的政府在1925年3月20日宣誓就職。

### 外交政策
普呂姆政府組建後，在可能讓比利時—盧森堡經濟聯盟解體下，普呂姆試圖與法國及德國改善關係，不久法國便接見了普呂姆。在1925年9月9日，普呂姆政府與亞爾薩斯和洛林鐵路管理局達成協議，賦予其使用紀堯姆—盧森堡線路的臨時權利。在同一日，普呂姆政府也和法國政府達成對於在法國和盧森堡合作生產鋼鐵的工作安排協定。此後，羅加諾公約被簽訂，即使羅加諾公約的簽訂方沒有盧森堡，但其簽訂也讓法國和德國確認了在凡爾賽條約後重劃的盧森堡國界具不可侵犯性，緩和了在第一次世界大戰時和之後對於盧森堡相關的爭端，穩定了盧森堡的國際地位。普呂姆政府藉由羅加諾條約來和法國政府與比利時政府進行談判，這些談判在下一任政府(第一次約瑟夫·貝希政府)才結束。

### 社會政策
雖然社會主義黨在普呂姆政府中沒有任何政治職位，但其是普呂姆政府的最大閣外支持政黨。在社會主義黨的推動下，普呂姆政府推動了一些社會政策。其中一個政策是規定在有超過20個工人的工廠須有工人代表。然而，在1926年5月時當普呂姆政府要推動給予工人更多假日的法案，原本支持普呂姆政府的自由主義者和社會主義者產生分裂。代表雇主和專業階層的自由主義者宣布撤回對普呂姆政府的支持，旋即普呂姆政府垮台，普呂姆在1926年6月22日向夏洛特大公遞出辭呈，並在1926年7月16日正式離職。

## 晚年生活
在1926年時，普呂姆成為克萊沃的太平紳士，他擔任此職位有十年。在1937年盧森堡眾議院選舉中，普呂姆以代表盧森堡北選區再次成為眾議員。當納粹德國在第二次世界大戰佔領盧森堡時，他離開了親納粹的德國文學藝術協會（GEDELIT）。
在第二次世界大戰結束後，他因被指控通敵而被逮捕，並在1946年11月28日被判4年有期徒刑。普呂姆在1950年2月1日逝世於克萊沃。

## 註腳
1. 1 2 3 4 5 6 7 8 9  Thewes (2011), p. 91
2. 1 2 3 4 5 6  Thewes (2003), p.91
3. 1 2 3 4 5 6  Thewes (2003), p.88
4. 1 2 3 4 5 6 7 8 9  Thewes (2003), p.89
5. 1 2 3 4  Thewes (2003), p.90